# Wiltshire
Wiltshire (zkráceně Wilts) je nemetropolitní a ceremoniální hrabství v jihozápadní Anglii. Administrativním centrem je město Trowbridge. Sousední hrabství jsou Dorset, Somerset, Hampshire, Gloucestershire, Oxfordshire a Berkshire. Nachází se zde světoznámé Stonehenge.

## Administrativní členění
Hrabství se dělí na dva distrikty (oba unitary authority):
1. Wiltshire
2. Swindon